# Poros (Cefalonia)
Poros è un centro del comune di Elios Pronni, uno degli 8 in cui è divisa l'isola di Cefalonia, in Grecia.
È il punto di attracco dei traghetti provenienti da Killini nel Peloponneso. È anche un centro balneare assai affollato.
Poros è da identificare con l'antica città di Pronnoi di cui oggi rimangono solo tracce dell'acropoli. Pronnoi faceva parte della Tetrapoli, un'alleanza difensiva stretta in epoca classica fra le quattro maggiori città di Cefalonia.
Scavi archeologici effettuati alla fine del XX secolo hanno dimostrato tuttavia che il territorio era abitato da epoca remota. In località Tzannata è stata rinvenuta una tomba a volta assai simile a quelle di Micene di diametro 6,80 metri.
Nella grotta Drakaina sono stati trovati anfore ed idoli risalenti ad un periodo compreso tra il VII ed il II secolo a.C. La grotta era dedicata al culto delle ninfe come attesta un'iscrizione. Ulteriori scavi nella stessa grotta hanno portato alla luce monili in pietra e vari oggetti che risalgono ad un'epoca anteriore al 2000 a.C.